# Еліас-Фела-Соліс (Техас)
Еліас-Фела-Соліс (англ. Elias-Fela Solis) — переписна місцевість (CDP) в США, в окрузі Старр штату Техас. Населення — 17 осіб (2020).

## Географія
Еліас-Фела-Соліс розташований за координатами 26°23′8″ пн. ш. 98°37′19″ зх. д. / 26.38556° пн. ш. 98.62194° зх. д. (26.385427, -98.622012).  За даними Бюро перепису населення США в 2010 році переписна місцевість мала площу 0,63 км², з яких 0,61 км² — суходіл та 0,02 км² — водойми.

## Демографія
Згідно з переписом 2010 року, у переписній місцевості мешкало 30 осіб у 9 домогосподарствах у складі 7 родин. Густота населення становила 48 осіб/км².  Було 9 помешкань (14/км²).
Расовий склад населення:
| - 100,0 % — білих |

До двох чи більше рас належало 0,0 %. Частка іспаномовних становила 100,0 % від усіх жителів.
За віковим діапазоном населення розподілялося таким чином: 40,0 % — особи молодші 18 років, 30,0 % — особи у віці 18—64 років, 30,0 % — особи у віці 65 років та старші. Медіана віку мешканця становила 33,5 року. На 100 осіб жіночої статі у переписній місцевості припадало 76,5 чоловіків;  на 100 жінок у віці від 18 років та старших — 80,0 чоловіків також старших 18 років.
Цивільне працевлаштоване населення становило 0 осіб. 